# Уріє Керменчіклі
Уріє́ Керменчіклі́ (крим. Üriye Kermençikli, нар. 4 листопада 1938 року) — кримськотатарська співачка, виконавиця кримськотатарського пісенного фольклору, солістка державного кримськотатарського ансамблю народного танцю «Хайтарма». Заслужена артистка Узбекистану.

## Біографія
Уріє Керменчіклі народилася 4 листопада 1938 року в Сімферополі, Крим, в сім'ї Ільмі та Рефіки Керменчіклі. Серед рідних Уріє було багато талановитих людей: брат її батька, Ільмі Керменчіклі Еннан, працював у кримськотатарському театрі, другий брат — Джеміль Керменчіклі, був відомим поетом, а співачка Сабріє Ереджепова була її родичкою.
1944 року радянська влада депортувала родину Керменчіклі до Узбекистану. Там вони жили у спецпоселенні для переселенців, згодом родина оселилася в Бекабаді. Уріє згадувала, що їм не дозволяли розмовляти кримськотатарською. 1951 року родина переїхала до Самарканда. Керменчіклі з відзнакою закінчила Самаркандську музичну школу й вступила до Ташкентської державної консерваторії. Вчити рідну мову співачка почала вже в дорослому віці — після того, як закінчила консерваторію. Тоді ж навчилася виконувати традиційні кримськотатарські пісні.
1976 року разом з Заремою Ханум приїжджала до Криму і намагалася працевлаштовуватися у Кримську філармонію. Співачкам відмовили, оскільки на той час було протистояння поверненню кримських татар.
Донька Уріє Керменчіклі — Дінара Меметівна Фаїзова (Арсланова) — є заслуженою артисткою Автономної Республіки Крим, балетмейстеркою та керівницею Нью-Йоркського кримськотатарського ансамблю «Кирим Ефсенесі».

## Кар'єра
Після закінчення навчання Уріє Керменчіклі була запрошена до новоствореного державного кримськотатарського музично-танцювального ансамблю «Хайтарма». Тоді ж познайомилася з Меметом Арслановим, організатором та музичним керівником ансамблю, з яким пізніше одружилася. За роки творчої діяльності вони написали багато пісень, серед яких «Kim yaş olmağan», «Tango menim», «Yapraklar Sarardı», «Anna umüti», «Anam», «Yırla sazım», «Koyumuznın yolları», «Baar keldi sen de kel yar». За свою творчу діяльність Уріє Керменчіклі виконала більше ніж 100 кримськотатарських пісень, понад половина з яких виконані з естрадно-симфонічним оркестром радіо й телебачення Узбекистану, а також записані на платівки з ансамблями «Хайтарма» та «Ефсан».
Уріє Керменчіклі є послідовницею Сабріє Ереджепової, також протягом своєї музичної кар'єри співпрацювала, зокрема, з Джемілем Каріковим.
2006 року на запрошення мера Сент-Чарльза, штат Міссурі, Уріє Керменчіклі з творчим колективом «Ефсан» виступала на щорічному фестивалі «Октоберфест» з кримськотатарською вокально-хореографічною програмою, де була відповідальною за вокальну частину. Після виступу організатори фестивалю запропонували колективу роботу в США. Після прибуття в Нью-Йорк Уріє Керменчіклі та члени її родини дали концерт у Джемієті (кримськотатарській громаді міста Нью-Йорка). Вони також брали участь у програмі ООН, присвяченій святкуванню Міжнародного дня корінних народів світу та Міжнародному фестивалі фольклорного співу від ООН, який проходив у публічній бібліотеці Брукліна за участю 50 країн. Уріє Керменчіклі виконала дві пісні, які супроводжувалися танцювальною програмою її доньки Дінари.
2007 року входила до списку найпопулярніших кримських татарок.
2014 року була однією з тих, хто у відповідь на російську агресію підписали заяву від культурних діячів України до творчої спільноти світу за підтримки Міністерства культури.
2021 року нью-йоркський ансамбль «Ukrainian Village Voices» організував онлайн майстер-клас з кримськотатарської музики, який Уріє Керменчіклі провела разом зі своєю донькою Дінарою, та який привернув увагу слухачів з Канади, Шотландії і різних штатів США.

## Дискографія
- «Kim yaş olmağan»
- «Tango menim»
- «Yapraklar Sarardı»
- «Anna umüti»
- «Anam»
- «Yırla sazım»
- «Koyumuznın yolları»
- «Baar keldi sen de kel yar»